# Amparo (Nova Friburgo)
Amparo é o quarto distrito do município brasileiro de Nova Friburgo, distante cerca de 10 km do centro do município, através da RJ-150.

## História
Até o final do Século XX, Amparo era predominante rural. Atualmente vem se tornando um bairro residencial com opções turísticas, através do Circuito Amparo de Turismo Rural.
Amparo tornou se um lugarejo entre Nova Friburgo e Cantagalo durante a expansão cafeeira, por um curto período fez parte do município político de São José do Ribeirão, posteriormente a Bom Jardim, sendo integrado ao município de Nova Friburgo, após histórica identificação em sua formação, pela Lei nº 1003, de 10 de outubro de 1911, onde até mesmo o próprio lugarejo de São José e Barra Alegre identificam se historicamente com Nova Friburgo. Desde sua incorporação ao município de Nova Friburgo, Amparo pertencia ao 1º distrito, passando à categoria de vila pelo Decreto nº 1809, de 25 de janeiro de 1924. Atualmente é o 4º distrito do município de Nova Friburgo.
Em 1922 foi fundado o Amparo Futebol Clube, uma das mais importantes e antigas agremiações esportivas do município de Nova Friburgo, que tem o Estádio Guilherme Gripp, na Rua Dez de Outubro, como seu campo de futebol.